# Reuel
Reuel (in ebraico: רְעוּאֵל) è un nome proprio di persona ebraico maschile.

## Varianti
- Maschili: Raguel[2][3]
- Italiano: Raguele[4].

## Origine e diffusione
Significa "amico di Dio" in ebraico, essendo composto da רְעוּת (re'ut, "amico", da cui anche Rut) e da El, un altro nome di Dio, comune a numerosi altri nomi biblici (Gabriele, Emanuele, Ismaele, Lemuel, Adriele, Elisabetta e via dicendo).
Il nome è portato da un figlio di Esaù nell'Antico Testamento (Gn 36:4-5), ed è anche un altro nome con cui è noto Ietro, il suocero di Mosè (Es 2:16-18). La forma Raguel è portata da Raguel, uno dei sette arcangeli nella tradizione giudaica.

## Onomastico
Il nome è adespota, ovvero non è portato da alcun santo, quindi l'onomastico viene festeggiato il 1º novembre, giorno di Ognissanti.

## Persone
- John Ronald Reuel Tolkien, scrittore, filologo, glottoteta e linguista britannico